# Mohamed Benyachou
Mohamed Benyachou est un footballeur français, naturalisé mauritanien, né le 15 novembre 1977.

## Biographie
Formé au Nîmes Olympique, il y reste de nombreuses saisons, où il joue principalement en Ligue 2. 
En 2002, en manque de temps de jeu, il part pendant quelques mois jouer au FC Bagnols-Pont.
Il signe pour la saison 2003-2004 au FC Sète, et fait partie de l'équipe qui obtient sa qualification en Ligue 2. Non-titularisé durant la plus grande partie de la saison, il ne peut empêcher la saison noire du FC Sète, et quitte l'équipe.
Il part ensuite jouer à Narbonne, avant de revenir au Nîmes Olympique en novembre 2007, où il enchaîne les suspensions et les blessures, et ne joue finalement que six rencontres (dont une en Coupe de France).
À l'issue de la saison, il signe une licence amateur en faveur du club, et est alors intégré à l'équipe réserve qui évolue en CFA 2. Après deux saisons avec la réserve, il fait son retour avec l'équipe à 33 ans lors de l'exercice 2010/11. Il enchaîne quatre matchs consécutifs entre la 10e et la 13e journée puis revient lors de la 26e pour ne plus quitter le groupe jusqu'à la fin de saison.
Il signe le 1er octobre 2012 une licence amateur avec Uzès-Pont du Gard, avant-dernier du national. Il met fin à sa carrière à l'issue de la saison 2013.
Benyachou, qui peut jouer dans l’axe de la défense, latéral droit ou milieu défensif, a été sélectionné par l’entraîneur Samuel Cruz.

## Statistiques
- 84 matchs et 2 buts en Ligue 2
- 45 matchs et 3 buts en National
- 2 apparitions en Coupe des coupes lors de l'année 1996